# Xiazhai, Hebei
Xiazhai (kinesiska: 下寨乡, 下寨) är en socken i Kina. Den ligger i provinsen Hebei, i den norra delen av landet, omkring 210 kilometer öster om huvudstaden Peking. Antalet invånare är 19 051. Befolkningen består av 9 342 kvinnor och 9 709 män. Barn under 15 år utgör 17,0 %, vuxna 15-64 år 70 %, och äldre över 65 år 11,0 %.
Genomsnittlig årsnederbörd är 739 millimeter. Den regnigaste månaden är augusti, med i genomsnitt 199 mm nederbörd, och den torraste är januari, med 3 mm nederbörd.